# Augustin Filon
Pour les articles homonymes, voir Filon (homonymie).
Pierre-Marie-Augustin Filon, également connu sous le pseudonyme de Pierre Sandrié, est un auteur et enseignant français. Il est notamment le précepteur du fils de Napoléon III, Louis-Napoléon, et auteur de romans, nouvelles ainsi que d'études littéraires et historiques.

## Biographie
Né à Paris le 28 novembre 1841, Augustin Filon est le frère de Gabriel-François Filon (1835-1898), enseignant et historien. Il est également le fils d'Auguste Filon (1800-1875) universitaire.
Après avoir obtenu l'agrégation de lettres en 1864, Augustin Filon devient le précepteur du Prince Impérial de 1867 à 1875.
Il collabore à la Revue bleue ainsi qu'à la Revue des Deux-Mondes et à la Fortnightly Review.
À partir de 1879, il vit à Croydon en Angleterre où il meurt le 13 mai 1916.
L’Académie française lui décerne le prix Montyon en 1884 pour Histoire de la littérature anglaise, depuis ses origines jusqu’à nos jours et le prix Vitet en 1895.